# Guillermo I de Henao
Guillermo I de Henao, llamado el Bueno (h. 1286-Valenciennes, 7 de junio de 1337), fue  conde de Henao, de Holanda (bajo el nombre de Guillermo III) y de  Zelanda desde 1304 a 1337. Era hijo de Juan I, conde de Henao, de Holanda y de Zelanda, y de Felipa de Luxemburgo.
A temprana edad, tomó parte activa en la lucha que su familia mantenía contra los Dampierre, poseedores del condado de Flandes. Elimina las tropas flamencas que habían invadido Holanda en ayuda de los rebeldes zelandeses y somete este condado. 
Al haber muerto su hermano mayor, Juan ("Jean Sans Merci") en la batalla de Courtrai (1302), tras la muerte de su padre, Juan II de Holanda, se convierte en heredero de los condados de Henao, Holanda y Zelanda.

## Los frisones contra el Obispo de Utrecht
El obispo de Utrecht, Guido de Avesnes, tío del conde Guillermo, asistió al Concilio de Vienne, en el que, a instancia de Felipe el Hermoso, se disolvió la Orden del Temple. Al partir de su diócesis ordenó la construcción de una fortaleza en Stellingwerf para contener a los frisones. Su ausencia y los falsos rumores sobre su muerte enardecieron a los frisones, que se oponían a la edificación del castillo,  por lo que éstos arrojaron a los obreros y derruyeron el fortín. Seguidamente pusieron sitio al castillo de Vollenhoven.
Ante estas noticias, el prelado regresó de Francia y reunió a su ejército bajando por el IJssel al Zuiderzee. Mientras tanto su sobrino, Guillermo, avanzaba por tierra. El obispo no pudo desembarcar sus tropas debido al mal tiempo; pero los sitiados alentados por el socorro que les llegaba salieron del castillo y causaron grave daño a los frisones. Estos solicitaron la paz y enviaron delegados a Utrecht. 
Algún tiempo después Guido de Avesnes murió, según unos a causa de una apoplejía, según otros envenenado. Su muerte facilitó la incorporación del Amstelland y del país de Woerden al condado de Holanda. 
El conde Guillermo acudió a Utrecht y promovió la elección de Federico de Sierk, pariente suyo y miembro de su consejo privado, como nuevo obispo de Utrecht.

## La guerra con Flandes
En 1306 acuerda con el conde de Flandes una tregua de cuatro años; pero la guerra se reanudó al cabo de ese término. Los holandeses y zelandeses no le ayudaron en la guerra en Henao, bajo el pretexto de que no estaban obligados a ello y que necesitaban defender sus propias costas. Esto le forzó, en 1310, a solicitar la paz en unas condiciones bastante duras para él.
En 1315, con el apoyo de Luis X, rey de Francia, declaró de nuevo la guerra a Flandes para anular las condiciones del tratado que se había visto obligado a firmar en 1310. El monarca francés atacó a Flandes por el Artois mientras que Guillermo remontaba el Escalda con una numerosa flota incendiando Rupelmonde y otros lugares del país de Waes. Pero el mal tiempo, a causa de las fuertes lluvias, interrumpió la campaña.
Al mal tiempo siguió una peste general en todo el país, lo que propició la negociación en el año siguiente para un acuerdo de paz. Luis X había muerto en junio de 1316 y su sucesor, Felipe V debía afirmarse en el trono de Francia por lo que el tratado no se concluyó hasta el 2 de junio de 1320. Uno de los artículos del tratado confería al rey de Francia el papel de mediador en las disputas subsistentes entre flamencos y holandeses. Por ello, el acuerdo de paz definitivo no llegó hasta el 3 de marzo de 1323, bajo el reinado de Carlos IV de Francia, sucesor de Felipe V, siendo firmado en París.

## La liga de las ciudades contra Dordrecht
Dordrecht era la ciudad más poderosa de Holanda por el comercio. Había obtenido de Juan I el derecho exclusivo de vender en su mercado todas las mercancías que descendían por el Merwede y el Leck. En 1313 Guillermo eximió del pago de peaje a los navíos de Oosterlingues y en 1322 hizo extensiva esta exención en todos sus estados a favor de los comerciantes de Dordrecht.
Esto provocó la rebelión de toda Holanda del norte, cuyas ciudades formaron una Liga y saquearon a los comerciantes de Dordrecht, que a su vez se vengaron sobre los navíos que llevaban el pabellón de la Liga. Estos disturbios anunciaban una guerra civil.  Juan de Beaumont, hermano del conde Guillermo, fue enviado por este para acabar con estas diferencias. Este dio a conocer al conde las vejaciones que cometían los de Dordrecht bajo pretexto de sus privilegios. Guillermo se presentó ante la ciudad al frente de su ejército lo que hizo entrar en razón a los comerciantes de Dordrecht que le solicitaron perdón y le pagaron una fuerte suma a cambio de conservar sus privilegios.

## Su labor de gobierno

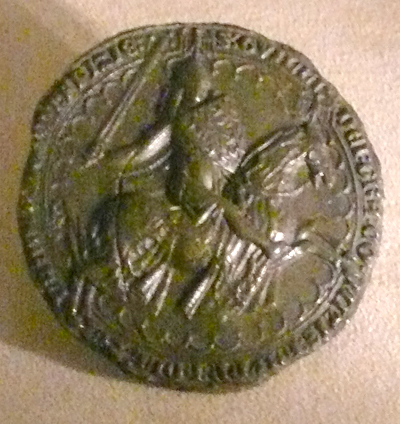
Sello de Guillermo I de Henao

Su alianza con Francia contribuyó mucho al incremento de su autoridad, así como tener de su parte, a causa del matrimonio de sus hijas, a Inglaterra y al Imperio además de la amistad de Bohemia le ayudó a sacudirse el yugo de Flandes y Brabante. Liberó Zelanda y Holanda del sur, se adueñó del obispado de Utrecht y sometió a los frisones.
Puso fin a los abusos del clero y de la nobleza en materia de impuestos. El 21 de marzo de 1322 otorgó a los habitantes de Genly el privilegio de regirse por el mismo fuero que los de Mons. Su celo por la justicia le hizo inflexible en el castigo de los mandatarios que abusaban de sus cargos.
En 1325, ayudó a la reina de Inglaterra Isabel de Francia a preparar una expedición contra el rey Eduardo II y sus favoritos, los Despencer. En esa ocasión, el futuro rey de Inglaterra, Eduardo III se comprometió con Felipa de Henao.
En 1327, ayudó a Luis de Nevers, conde de Flandes a someter a los rebeldes flamencos y combatió en la batalla de Cassel.
En 1334, consiguió negociar la paz Luis de Nevers y el duque de Brabante Juan III que estaban en guerra durante dos años.
Al comienzo de la guerra de los Cien Años tomó partido por su yerno Eduardo III, rey de Inglaterra, contra su cuñado el rey de Francia Felipe VI de Valois y formó una coalición con el rey de Inglaterra, el duque de Brabante, el conde de Güeldres, el arzobispo de Colonia  y el duque de Juliers.
Murió en Valenciennes, el 7 de junio de 1337. Poco después de su muerte se le dio el sobrenombre de "el Bueno", sin que se esté seguro sobre su fundamento. El modo como trató al obispo de Utrecht no comprometía al clero para otorgarle ese título. Pero a veces una sola acción procura a los príncipes títulos que se les negarían si se revisara toda su vida.

## Matrimonio y descendencia
El 19 de mayo de 1305 se casó con  Juana de Valois (1294-1352) hija de Carlos de Valois (1270-1325), conde de Valois, de Anjou, de Maine,  de Alençon, etc... y  de Margarita de Anjou (1273-1299). El matrimonio tuvo ocho hijos:
- Juan, muerto en 1316;
- Guillermo II (1317-1345), conde de Henao, de Holanda y de Zelanda;
- Margarita II (1311-1356), condesa  de Henao, de Holanda y de Zelanda, casada con el emperador Luis IV de Baviera;
- Felipa (v. 1314-1369), casada en 1328 con Eduardo III de Inglaterra;
- Juana (v. 1315-1374), casada en 1334 con Guillermo  V (h. 1315-1362), duque de Juliers;
- Inés, muerta después de 1327;
- Isabel (h. 1323-1361), casada en 1354 con Roberto de Namur (h. 1325-1391), señor de Beaufort;
- Luis (1325-1328).